# パパ・ペンギン
パパ・ペンギン（フランス語：Papa Pingouin、パパ・パングヮン）は、「ユーロビジョン・ソング・コンテスト1980」で、ルクセンブルク代表として、ソフィーとマガリー（fr:Sophie & Magaly）という少女デュオがフランス語で歌った曲である。

## コンテスト
作詞・作曲は、ラルフ・ジーゲル（Ralph Siegel）とベルント・マイヌンガー（Bernd Meinunger）のコンビによる。彼らは通常はドイツに楽曲を提供している、この歌は、タイトルが示すキャラクターである「退屈したペンギン」の幻想的な生活を主題にしている。歌の中では、カモメのように空を飛んで世界周遊旅行をしたいというパパ・ペンギンの願いが歌われ、彼が訪問したいと想像する様々な土地が次々に登場する。
歌は、主人公のペンギンが、氷原の上での暮らしも思ったより悪いものではないと気づき、かくて、旅への望みはもはや終わったことを示すため、「スーツケースを燃やす」ところで終わる。
この歌は、コンテストの4番目、ギリシャのアンナ・ヴィッシとエピクリ（Anna Vissi And The Epikouri）の『Autostop（ヒッチハイク）』の後で、モロッコのサミラ（Samira）の『Bitaqat Khub（恋のカード）』の前に演奏された。集票の結果、歌は56ポイントを獲得し、参加19国中で、9位となった。歌は、1981年のユーロビジョン音楽祭でも、ルクセンブルクの代表作品として、『C'Est Peut-Être Pas L'Amérique（ここはたぶんアメリカじゃない）』を歌ったジャン＝クロード・パスカルによって歌われた。

## 音楽情報
- ユーロビジョン・ソング・コンテスト： 1980年度演奏作品
- アーティスト：ソフィー・エ・マガリー（Sophie & Magaly）
  - 本名：ソフィー・ジル（Sophie Gilles）、マガリー・ジル（Magaly Gilles）
- 言語：フランス語
- 作曲：ラルフ・ジーゲル（Ralph Siegel）、ベルント・マイヌンガー（Bernd Meinunger）
- 作詞：ピエール・ドゥラノエ（Pierre Delanoë）、ジャン＝ポール・カラ（Jean-Paul Cara）
- 順位：9位
- 得点：56ポイント
- 歌詞：Diggiloo Thrush

## 2006年カバー
この歌は、2006年に、フランスでPiglooによってカバー・ヴァージョンが歌われた。プロモーションビデオのペンギンを描いたアニメーションが、日本でも人気を集めた。ソフィー・エ・マガリーのパフォーマンス・ビデオが、YouTubeなどで配布されている。